# Colégio Afonso Pena
O Colégio Afonso Pena é uma escola particular situada na cidade de Santos, litoral de São Paulo. É associada à UNESCO. Sua unidade escolar está localizada na Rua Dr. Manoel Tourinho, 411.

## História
O Colégio Afonso Pena possui mais de 70 anos, fazendo desta uma das mais antigas escolas da região. Desde a sua fundação (em novembro de 1942) até o ano de 2016, o CAP situava-se na Rua da Liberdade, 630 (próximo à Praça da Aparecida). Atualmente, sua sede está localizada na Rua Dr. Manoel Tourinho, 411 (esquina com a Av. Afonso Pena). Apesar da mudança de local, o Colégio Afonso Pena continua sob a mesma administração desde 1984.
Seu aniversário é celebrado no dia 11 de Novembro com uma tradicional gincana solidária (mais conhecida como GINCAP).
Com a mudança na administração em 1984, o colégio passou por diversas mudanças. A diretoria deu apoio às novas tecnologias de ensino. Atualmente, alunos da educação infantil, ensino médio e ensino técnico utilizam computador e internet como ferramenta didática e introduziu o curso técnico em informática.
Os alunos também podem participar de programas interativos através de viagens e passeios monitorados. A escola funciona em horários alternativos para que os alunos possam aprimorar seus conhecimentos em pesquisas e trabalhos multidisciplinares utilizando o material didático pedagógico disponível, passando por livros e internet. O lema do colégio é "Formar hoje homens criativos para enfrentar o terceiro milênio".
Para apoiar a proposta didática, o Colégio Afonso Pena dispõe de:
- Departamento Psicopedagógico para Orientação Educacional e Vocacional.
- Plantão de Dúvidas.
- Aulas de Inglês desde a Educação Infantil.
- Aulas de Informática desde a Educação Infantil.
- Aulas de Dança.
- Aulas de Judô.
- Aulas de Futebol.
- Aulas de Tênis de Mesa
- Pátio disponível para atividades em geral.

## Salas e Laboratórios
As Salas de Aula da escola possuem recursos tecnológicos, como projetores multimídia para sincronia da aula com o computador. Além da parte de informática, os ambientes também contam com aparelhos de ar-condicionado.
O colégio possui também um Laboratório de Ciências, Física e Química equipado com microscópio ligado diretamente ao computador e televisão para que os alunos possam acompanhar e visualizar o que o professor está demonstrando no decorrer da aula.
Além das Salas de Aula e do Laboratório de Ciências, o Colégio Afonso Pena possui também Laboratórios de Informática equipados com projetores multimídia, aparelhos de ar-condicionado e outros recursos.
A escola possui uma didática de estudo com dois alunos por computador, possibilitando e estimulando aos alunos o espírito de equipe, para posteriormente, quando o aluno estiver inserido no mercado de trabalho, possa saber liderar, coordenar e fazer parte de uma equipe.

## Infraestrutura e Tecnologia
Atendendo à tecnologia educacional, o Colégio Afonso Pena possui:
- Computadores com conexão à Internet.
- Laboratório de Ciências.
- Laboratórios de Informática.
- Servidores de Rede.
- Sala de Leitura com livros didáticos, de informática e CDs.

## Ensino
- Educação Infantil (Níveis I e II)
- Ensino Fundamental (1º ao 9º Ano)
- Ensino Médio (1ª ao 3ª Ano)
- Técnico em Informática (Módulos I ao III)
- Cursos Livres em Informática (Básico, Microsoft Office, Sistemas Operacionais, Webdesign, Robótica, entre outros)